# Missionsschwestern Unserer Lieben Frau von Afrika
Die Missionsschwestern unserer Lieben Frau von Afrika (französisch: Sœurs Missionnaires de Notre-Dame d’Afrique, Ordenskürzel: SMNDA), auch bekannt als „Sœurs Blanches“ oder Weiße Schwestern (nach ihrem weißen Habit so genannt), sind ein Missionsorden in der Römisch-Katholischen Kirche.

## Geschichte

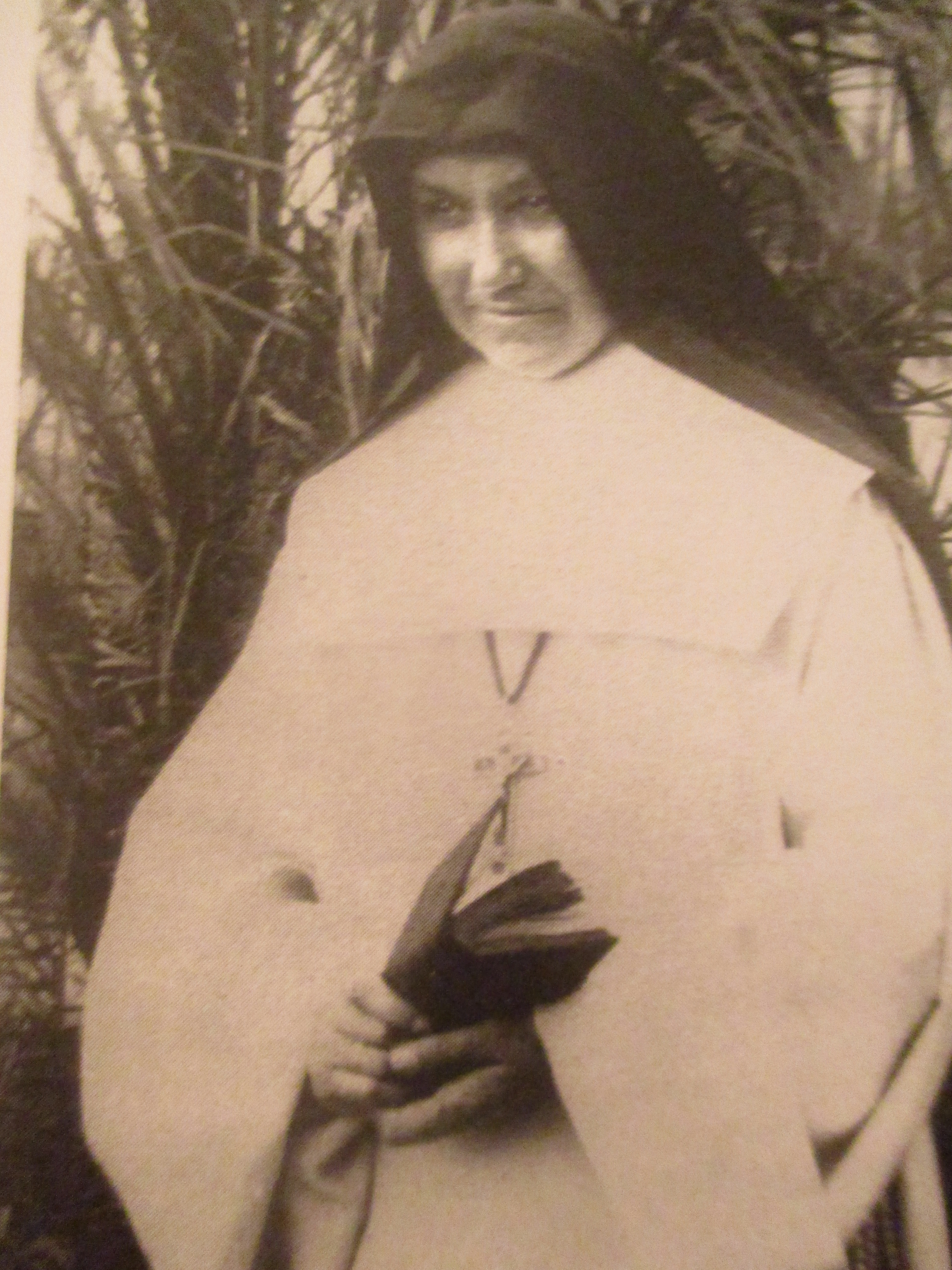
Mutter Marie-Salomé

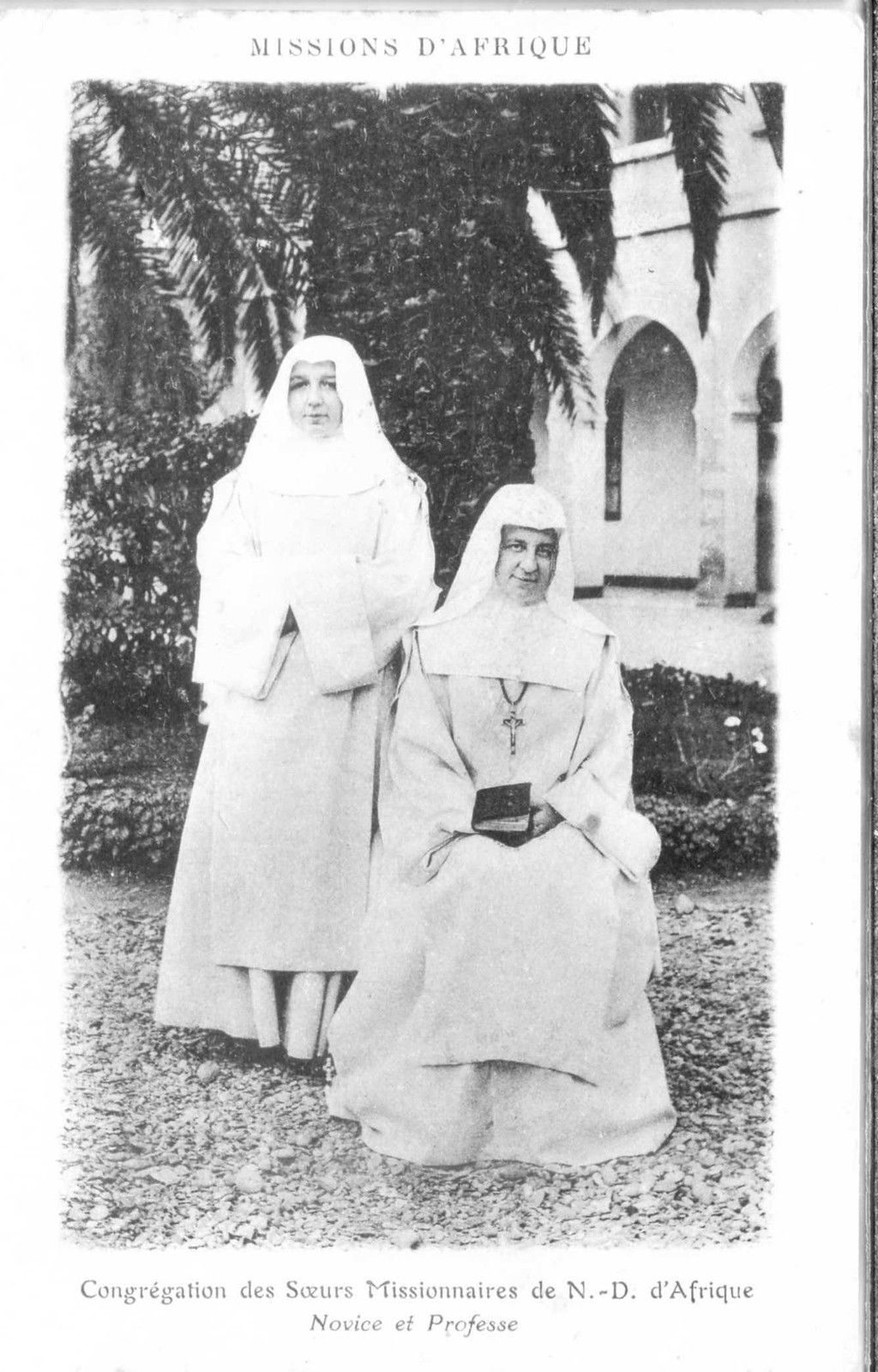
Schwestern um 1930

Ein Jahr nach der Gründung des männlichen Missionsordens Weiße Väter wurde durch Erzbischof Kardinal Charles Martial Lavigerie von Algier, dem späteren Primas von Afrika, 1869 die weibliche Missionsgesellschaft „Unserer Lieben Frau“ ins Leben gerufen. Noch im selben Jahr wurden zunächst acht junge Frauen aus der Bretagne nach Algier ausgesandt, dann weitere 14 aus Frankreich und Belgien. 1871 legten die ersten Weißen Schwestern ihre Gelübde ab. 1882 wurde die erste Generaloberin gewählt: Marie-Renée Roudaut (1847–1930), ihr Ordensname lautete Mère Marie-Salomé.
Die Gemeinschaft versteht sich als ausschließlich missionarisch, die Schwestern sind in Afrika mit dem Auftrag der Evangelisierung eingesetzt.

## Ordensleben
Die Missionsschwestern stellen ihr Leben in den Dienst der afrikanischen Menschen. Sie leben als Ordensschwestern und haben das Gelübde zum Gehorsam, der Armut und der Ehelosigkeit abgelegt. Die Schwestern leben in kleinen Wohngemeinschaften von drei bis sechs Frauen zusammen. Das Gebet und ein einfacher Lebensstil prägen ihr Ordensleben.

## Organisation

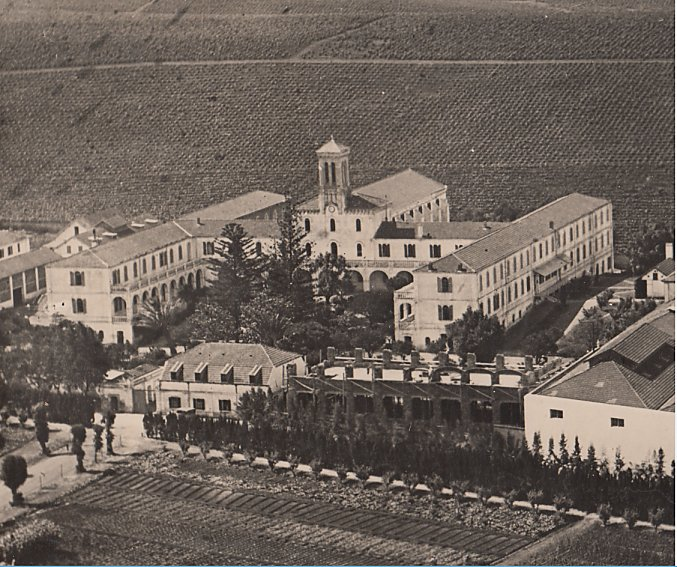
Maison-Carrée, Mutterhaus bis 1953

Aus der Kongregation der Missionsschwestern gingen im Laufe der Zeit weitere 22 selbständige Schwesternkongregationen hervor, die auf mehrere Länder, aber besonders in Subsahara-Afrika verteilt sind. 2011 hatte der Orden 800 Mitglieder aus 30 verschiedenen Ländern. Es gibt 37 Gemeinschaften in Afrika, 60 in Europa, 12 in Kanada, den Vereinigten Staaten und Mexiko und Bildungshäuser in Burkina Faso und Kenia. Generaloberin ist Carmen Sammut aus Malta. Die bekannteste deutsche Missionsschwester „Unserer Lieben Frau“ von Afrika ist Sr. Lea Ackermann.
Im Jahr 2006 wurde auf der Generalversammlung beschlossen, bis zum 1. Januar 2007 die bisher vier afrikanischen Provinzen zur Provinz Afrika zusammenzufassen. Die Provinzoberin von Afrika hat ihren Sitz in Nairobi. Weitere Provinzen in 15 afrikanischen Staaten erhielten den Status von Ordensregionen.
- Die Region Nordafrika umfasst Algerien, Tunesien und Mauretanien.
- Die Region Westafrika umfasst Burkina Faso, Mali, Tschad und Ghana.
- Die Region Zentralafrika umfasst Ruanda und Burundi.
- Die Region Ostafrika umfasst Kenia, Uganda, Tansania, Sambia und Malawi.

Seit 1999 sind die Provinzen Europas zu einer Provinz – mit Sitz in Paris – zusammengeschlossen. Die 6 Provinzen wurden zu Regionen umbenannt: Frankreich / Schweiz, Spanien, Deutschland, Niederlande, Belgien, Großbritannien.
Das Generalhaus befindet sich in Rom. Das Regionalhaus für Deutschland ist im Trierer Stadtteil Ruwer, weitere in Köln-Dellbrück und Bad Salzig. Weiter befinden sich ältere Missionarinnen in folgenden Häusern der Caritas im Betreuten Wohnen: Trier Seniorenzentrum der Barmherzigen Brüder, Neunkirchen/Nahe, Sulzbach, Auersmacher, Köln-Ehrenfeld und ab 2012 Köln-Klettenberg. Die Noviziate der Ordensgemeinschaft sind in Arusha (Tansania) und in Bobo-Dioulasso (Burkina Faso).
2011 zählte die Kongregation 23 Novizinnen aus 8 Nationalitäten.
Das letzte Generalkapitel fand im Juli/August 2012 statt. Die Frage nach „Mission heute in einer globalen und interkulturellen Welt“ beschäftigte die 30 Teilnehmerinnen. Immer mehr kristallisierte sich der Leitfaden: „Gerechtigkeit und Frieden“ als Schwerpunkt heutiger missionarischer Tätigkeiten heraus. Es wurde sehr klar, dass missionarische Tätigkeit sich für den Afrikaorden nicht nur auf dem afrikanischen Kontinent abspielen kann, sondern dass die Schwestern auch in Europa und Afrika mit ihren interkulturellen Gemeinschaften präsent sein müssen. Einer der Schwerpunkte der Arbeit der Missionarinnen, seit der Gründung, ist der Dialog mit den Religionen, besonders mit dem Islam. Deshalb erscheint es wichtig, diesen Dialog nicht nur in Afrika zu fördern und zu leben, sondern auch in Europa.